# Brooklyn McDougall
Brooklyn McDougall is een schaatser uit Canada. Ze woont en traint in Calgary.
Ze studeerde aan de University of Calgary.
In 2021 werd ze nationaal kampioene op de 500 meter.

## Records

### Persoonlijke records[6]
| Afstand    | Tijd    | Datum           | Baan           |
| ---------- | ------- | --------------- | -------------- |
| 500 meter  | 37,85   | 13 oktober 2021 | Calgary        |
| 1000 meter | 1.16,00 | 24 januari 2025 | Calgary        |
| 1500 meter | 2.01,39 | 9 maart 2018    | Salt Lake City |
| 3000 meter | 4.29,72 | 10 maart 2018   | Salt Lake City |

## Resultaten
2019
Bij de Wereldbeker schaatsen junioren 2019/2020 behaalt ze in Enschede een gouden medaille op de 500 meter bij de junioren O23.
2020
Op de Viercontinentenkampioenschappen schaatsen 2020 wint ze de teamsprint, en behaalt ze zilver op de 500 meter.
2021
Op de derde World Cup wedstrijd in Stavanger rijdt McDougall in de B-poule naar een eerste plaats op de 500 meter.
| Jaar | Olympische Spelen | WK Sprint                | WK Afstanden          | WK Junioren             |
| ---- | ----------------- | ------------------------ | --------------------- | ----------------------- |
| 2017 |                   |                          |                       | NC32 (35e, 36e, 40e, -) |
| 2018 |                   |                          |                       | 12e (9e, 16e, 13e, 23e) |
|      |                   |                          |                       |                         |
| 2022 | 22e 500m          | 15e (14e, 16e, 15e, 15e) |                       |                         |
| 2023 |                   |                          | 16e 500m · teamsprint |                         |
|      |                   |                          |                       |                         |
| 2025 |                   |                          | 22e 500m · teamsprint |                         |

(#, #, #, #) = afstandspositie op juniorentoernooi (500m, 1500m, 1000m, 3000m).
NC32 = niet gekwalificeerd voor de laatste afstand, maar wel als 32e geklasseerd in de eindrangschikking